# Orthosia constabilis
Orthosia constabilis là một loài bướm đêm trong họ Noctuidae.